# Kourkino
Kourkino est un district administratif du district administratif nord-ouest de Moscou, existant depuis 1995, avec statut municipal depuis 2003. Il se trouve à la limite de Khimki et du quartier de Mitino. Ses habitations se déploient sur une surface de 790 ha, dont 290 construits, et il est divisé en dix-huit micro-raïons.

## Galerie

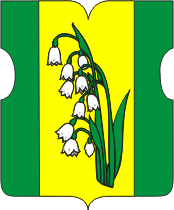
Armes du district
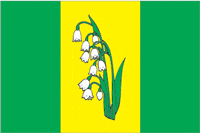
Drapeau du district
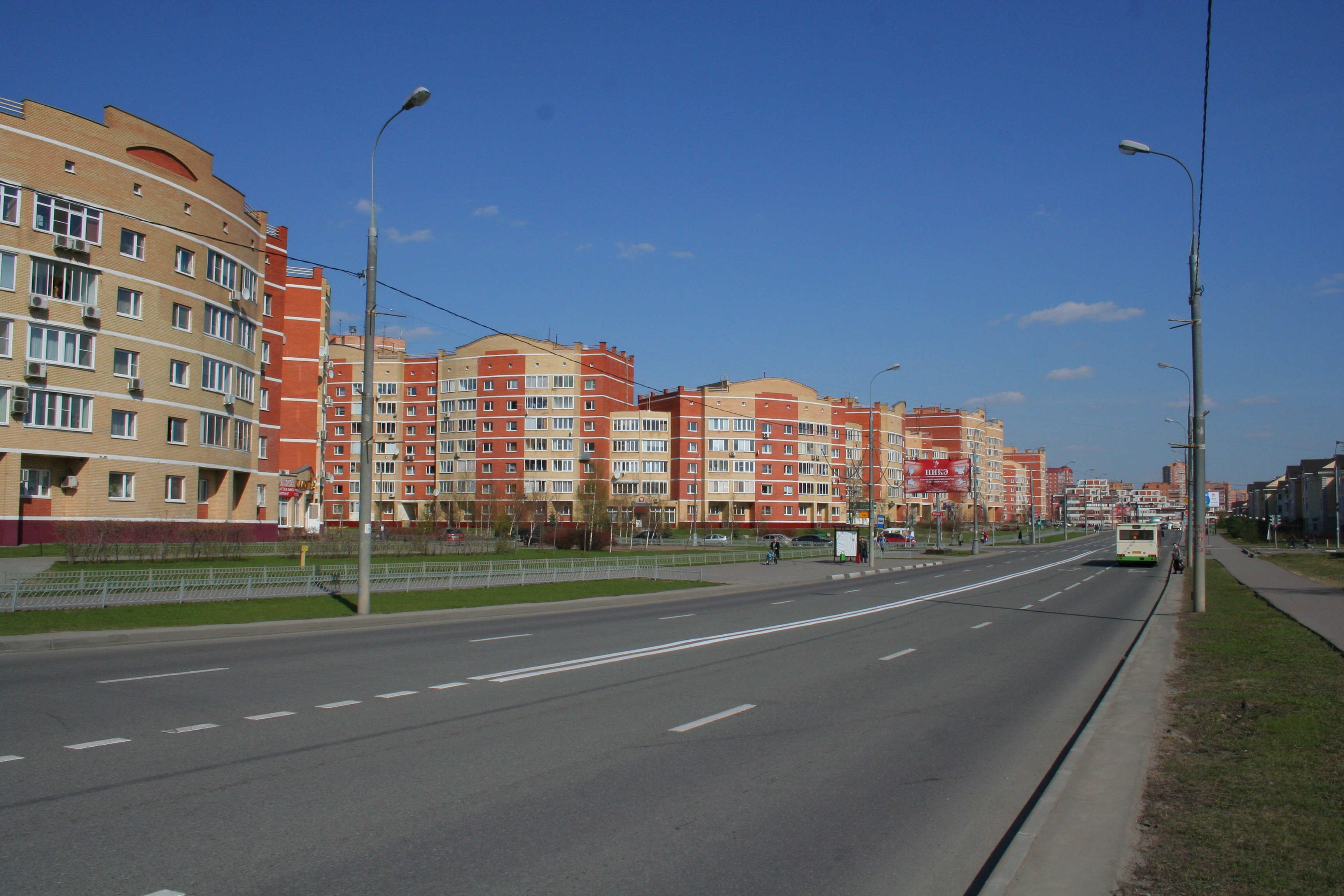
Vue de la rue Vorotynskaïa
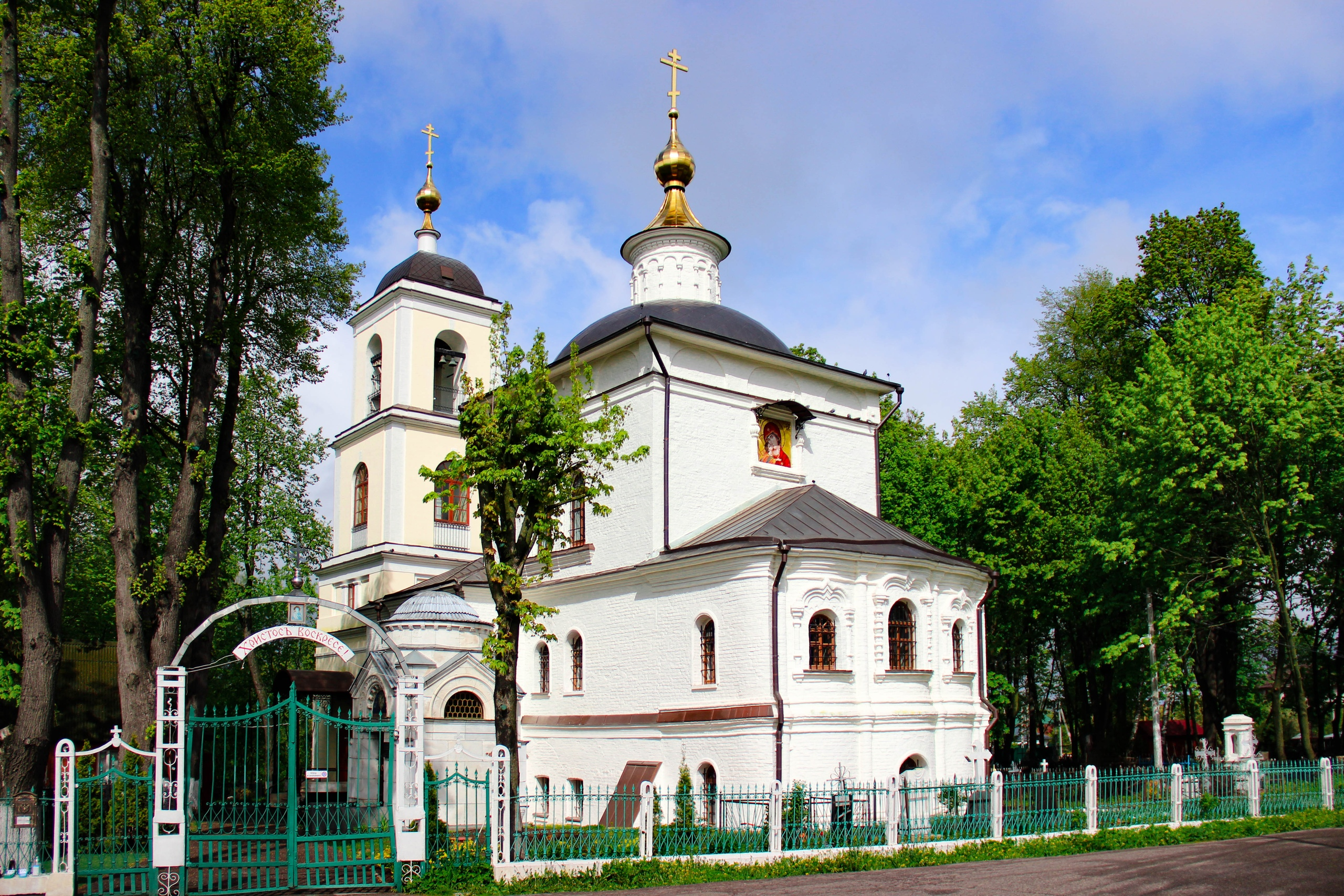
église Notre-Dame de Vladimir à Kourkino